# Vojno-industrijski kompleks
Vojno-industrijski kompleks (VIK) (енгл. Military–industrial complex) je neformalni savez između državne vojske i namenske oružane industrije koja je snabdeva. Često shvaćen kao odnos koji ima zajednički interes i koji može da utiče na javnu politiku, termin se najčešće upotrebljava da bi se označio sistem koji stoji iza vojske Sjedinjenih Američkih Država, gde je popularizovan nakon upotrebe u oproštajnom obraćanju predsednika Dvajta D. Ajzenhauera 17. januara, 1961 godine, mada se termin upotrebojava za bilo koju državu sa slično razvijenom infrastrukturom.
U kontekstu SAD-a, izraz se nekad šire koristi i za vojno-industrijski-kongresni kompleks (VIKK), čime se dodaje i kongres SAD-a formirajući na taj način odnos koji se u žargonu naziva gvozdeni trougao. Ovaj odnos uključuju političko finansiranje, odobravanje vojnue potrošnje, lobiranje za podršku birokratija, i kontrolu rada industrije; opširnije posmatrano uključuje celu mrežu ugovora, tokova novca i resursa među pojedincima, korporacijama i vojno-industrijskim preduzećima, Pentagona, Kongresa i izvršne vlasti.
Sličnu tezu je prvobitno istakao Danijel Guerin, u svojoj knjizi iz 1936. godine: Fašizam i velike kompanije (Fascisme et grand capital) koja govori podršci fašističke vlade teškoj industriji. Podrškase definisati kao “neformalna i promenljiva koalicija grupa sa psihološkim, moralnim i materijalnim interesima za kontinualni razvoj i održavanje visokih nivoa naoružanja, u svrhu očuvanja kolonijalnih tržišta i vojno-strateških koncepcija unutrašnjih poslova.” Jedno od prikazivanja ovog trenda bilo je u knjizi Franc Leopold Njumena zvanoj “Behemot: Struktura i praksa nacionalnog socijalizma” (Behemoth. The structure and practice of National Socialism 1933–1944) iz 1942. koja se bavi način dolaska nacista na vlasti u demokratskoj državi.

### Etimologija
Predsednik Sjedinjenih Američkih Država (i general sa pet zvezdica tokom drugog svetskog rata) Dvajt D. Ajzenhauer upotrebio je termin u svom govoru “Oproštajno obraćanje naciji” 17. januara 1961. godine:
Ključni element održavanja mira je naša vojna organizacija. Naša borbena sredstva moraju biti moćna, spremna za momentalnu akciju, tako da ni jedan potencijalni agresor ne bude u iskušenju i rizikuje sopstveno uništenje...
Ova povezanost ogromne vojne organizacije i velike industrije naoružanja je nova u Američkom iskustvu. Ukupni uticaj – ekonomski, politički, čak i duhovni – oseća se u svakom gradu, svakoj državnoj instituciji, i svakoj kancelariji federalne vlade. Prepoznajemo imperativnu potrebu za ovaj razvoj. Ali ipak ne smemo ignorisati njegove teške posledice. U njega su uključeni naš težak rad, resursi i sredstva za život; kao i u samu strukturu našeg društva. U savetima vlade, moramo braniti od sticanja neopravdanog uticaja, bilo traženog ili ne, od strane vojno-industrijskog kompleksa. Potencijal za katastrofalno jačanje pogrešno smeštene moći postoji, i istrajaće. Ne smemo nikada dopustiti da težina ove kombinacije ugrozi naše slobode ili demokratske procese. Ne smemo uzimati ništa zdravo za gotovo. Samo oprezni i upućeni građani mogu primorati na pravilno mešanje ogromne industrijske i vojne mašine odbrane sa našim metodama i ciljevima mira kako bi sigurnost i sloboda mogli da napreduju zajedno.

Fraza je smatrana za “ratni” industrijski kompleks pre da je postala “vojni” u kasnijim preliminarnim verzijama Ajzenhauerovog govora, što je tvrdnja koja se prenosi samo oralnom istorijom. Džefri Peret, u svojoj biografiji Ajzenhauera, tvrdi da je, u jednoj preliminarnoj verziji govora, fraza glasila “vojno-industrijski-kongresni kompleks”, što ukazuje na suštinsku ulogu koju igra Kongres Sjedinjenih Američkih Država u propagiranju vojne industrije, ali je reč “kongresni” izbačena iz finalne verzije radi umirivanja tadašnje izabranih zvaničnika. Džejms Ledbeter naziva ovo “tvrdoglavim nerazumevanjem” koje nije podržano dokazima; kao što tvrdi i Daglas Brinkli, da je termin prvobitno bio “vojno-industrijski-naučni kompleks”. Henri Žirouks dodatno tvrdi da je termin originalno bio “vojno-industrijski-akademski kompleks”. Pravi autori govora bili su Ajzenhauerovi pisci govora Ralf E. Vilijams i Malkom Mus.
Pokušaji da se konceptualizuje nešto slično modernom “vojno-industrijskom kompleksu” postojali su pre Ajzenhauerovog govora. Ledbeter pronalazi precizni termin korišćen 1947-me približno svom kasnijem značenju u artiklu “Strani poslovi” Vinfild V. Rajflera. Sociolog C. Rajt Mils tvrdi u svojoj knjizi “Moćna elita” iz 1956-te da su klasa vojnih, poslovnih i političkih lidera, vođeni zajedničkim interesima, bili pravi lideri države, i da su efektivno izvan demokratske kontrole. Fridrih Hajek pominje u svojoj knjizi iz 1944-te “Put do kmetstva” opasnost podrške monopolističke organizacije industrije političkih ostataka iz drugog svetskog rata:
Još jedan element koji će verovatno ojačati tendencije u ovom smeru biće ljudi koji su tokom rata okusili moći prinudne kontrole i biće im teško da se pomire sa skromnijim ulogama koje će morati da igraju u vremenima mira.
Aktivisti ere vijetnamskog rata, kao što su Sejmor Melman, često su referencirali ovaj koncept, te se njegovo korišćenje nastavilo tokom hladnog rata. Džordž F. Kenan je napisao u svom predgovoru knjige Normana Kusinsa iz 1987-me “Patologija moći”, “Kada bi Sovjetski Savez potonuo sutra u vode okeana, Američki vojno-industrijski kompleks bi morao da ostane, većinom nepromenjen, dok se ne izmisli neki drugi protivnik. Bilo šta drugo bio bi neprihvatljivi šok za Američku ekonomiju.”
U kasnim 1990-tim Džejms Kurt je istakao, “Do sredine 1980-ih, termin je većinom prestao da se koristi u javnim diskusijama. Kolika god da je moć argumenata o uticaju vojno-industrijskog kompleksa na nabavku oružja tokom hladnog rata, mnogo su manje bitni za sadašnju eru.”
Ipak, savremeni studenti I kritičari Američkog militarizma nastavljaju da referenciraju i koriste termin. Na primer, istoričar Čalmers Džonson koristi reči iz drugog, trećeg i četvrtog paragrafa citiranih iznad iz Ajzenhauerovog obraćanja kao epigraf za drugo poglavlje (“Koreni Američkog militarizma”) skorašnjeg izdanja na ovu temu. Knjiga P.V. Singera na temu privatnih vojnih kompanija ilustruje savremene načine na koje inustrija, konkretno informaciono-bazirana, i dalje vrši interakciju sa vladom SAD-a i Pentagonom.
Izrazi kao što su trajna ratna ekonomija i ratni korporatizam su povezani koncepti koji se takođe koriste u asocijaciji sa ovim terminom. Termin se takođe koristi i da opiše uporedivi dosluh u drugim političkim entitetima kao što su Nemačko Carstvo (pre i tokom prvog svetskog rata), Britanija, Francuska i (posle-Sovjetska) Rusija.
Lingvista i anarhistički teorista Noam Čomski predlaže da je “vojno-industrijski kompleks” pogrešan naziv jer (kako on smatra) fenomen koji je u pitanju “nije konkretno vojni.” On tvrdi da “vojno-industrijski kompleks ne postoji: to je zapravo industrijski sistem koji posluje pod jednim ili drugim izgovorom (dug vremenski period je odbrana bila izgovor)”.

### Istorija
Iako je termin nastao u 1960-im i koristio se od tada, koncept koordinacije između vlade, vojske i industrije oružja najvećim delom vodi poreklo iz vremena kada je privatni sektor počeo da pruža naoružanje vladinim silama. Odnos između vojske i odbrambene industrije može uključiti političke ugovore za oružja, uopštene birokratske propuste i organizovano lobiranje u ime odbrambenih kompanija za održavanje njihovih interesa.
Vekovima, mnoge vlade su posedovale i vodile sopstvene kompanije za proizvodnju oružja – kao što su mornarička postrojenja i arsenali. Vlade su takođe donosile i zakone za održavanje državnih monopola. Kako su društva sa ograničenom odgovornošću privlačila kapital u razvoj tehnologije, vlade su uvidele da bi potreba za razvojem odnosa sa kompanijama mogla da snabdeva naoružanje. Krajem 19-og veka, nova kompleksnost modernog ratovanja zahtevala je velike podoblasti industrije posvećene istraživanju i razvoju brzo sazrevajućih tehnologija. Polu-automatske i automatske puške, artiljerija i topovnjače, i kasnije mehanizovana vozila, letelice i projektili zahtevaju specijalizovano znanje i tehnologiju za proizvodnju. Zbog ovoga, vlade sve više i više integrišu privatne firme u svoje ratne agende sklapanjem ugovora za proizvodnju oružja. Upravo ovaj odnos je označio početak vojno-industrijskog kompleksa.
Prvi moderni vojno-industrijski kompleksi nastali su u Britaniji, Francuskoj i Nemačkoj u 1880-im i 1890-im kao deo rastuće potrebe za odbranu svojih respektivnih carstava, kako na zemlji tako i na moru. Pomorsko rivalstvo između Britanije i Nemačke, i Francuska želja za osvetom protiv Nemačkog Carstva zbog poraza u Franko-Prusijskom ratu, bili su ključni u začeću, rastu i razvoju ovih VIK-ova. Čak se može i reći da je postojanje respektivnih VIK-ova ovih triju nacija uvećalo njihove vojne tenzije.
Admiral Džeki Fišer, Prvi pomorski lord rojalne mornarice, imao je uticaja u pomeraju ka bržoj integraciji tehnologije u vojne upotrebe, rezultirajući u jačanju odnosa između vojske, i inovativnih privatnih kompanija.
Industrijalista vredan pomena u razvoja velikih privatnih odbrambenih firmi bio je Vilijam Armstrong, koji je osnovao Elsvik kompaniju borbenih sredstava, koja se upustila u masivni program ponovnog naoružanja britanske armije nakon krimeanskog rata u 1860-im. 1884-te otvorio je brodogradilište u Elsviku specijalizovano za proizvodnju ratnih brodova. Bila je to jedina fabrika na svetu koja može da u potpunosti sagradi i naoruža ratni brod. Drugi industrijalisti vredni pomena koji su bili umešani u proširavanje industrije naoružanja tog vremena bili su Alfred Krup, Samjuel Kolt, Alfred Nobel, i Džozef Vitvurt.
U fiktivnom delu, “Smrt dolazi po arhiepiskopa” od Vile Kater, 1927-me, čija se radnja odigrava u 1880-im u Američkom Jugozapadu / Novom Meksiku / Severnom Meksiku, Kater je napisala na 200-toj strani:
“... Latur se pitao da li će ikada doći kraj indijanskim ratovima dok god je makar jedan Navaho ili Apač ostao živ. Previše trgovaca i proizvođača su ostvarivali bogati profit od tog ratovanja; politička mašina i ogromni kapital bili su zaduženi da ga održavaju...”
Nakon prvog svetskog rata, većina zemalja nisu izvršile demobilizaciju; umesto toga postojao je pomeraj ka bržoj integraciji tehnologije u vojne upotrebe i jačanje odnosa između vojske i privatnih kompanija u Britaniji, Francuskoj i Nemačkoj. U novo formiranom SSSR-u, vojna proizvodnja kontrolisana je u potpunosti od strane države. Period nakon rata je takođe obeležio nastanak VIK-ova u Japanu i Sjedinjnim Američkim Državama. Tokom perioda ponovnog naoružanja u kasnim 1930-im u Evropi, vojna potrošnja se udvostručila.
Ekonomski efekat drugog svetskog rata bio je dubok, kako je vojna potrošnja rasla, usvojene su i nove metode oporezivanja i potrošnje. Rat je takođe doveo do prvih istraživačkih programa za masovnu artiljeriju, naročito saveznički projekat za stvaranje nuklearnih oružja.
Kraj rata je obeležio početak rivalstva hladnog rata koji je kao obeležje imao konstantnu trku u naoružavanju između dveju novih velesila, SAD-a i SSSR-a. Konstantna pretnja konflikta niskog intenziteta stvorila je atmosferu gde je bilo konstantne percepcije za potrebu neprekidne vojne nabavke. Upravo zbog ovih faktora je predsednik Dvajt Ajzenhauer uveo koncept “vojno-industrijski kompleks” u javnu svest u svom “oproštajnom obraćanju”. Trenutno, godišnja vojna potrošnja Sjedinjenih Američkih Država čini 47% ukupne svetske vojne potrošnje.
Sledeća tabela navodi glavne proizvođače naoružanja u drugom svetskom ratu tokom Ajzenhauerovog predsedništva. Nakon svakog imena, kolona pokazuje rang glavnog vojnog preduzetnika u smislu ukupne vrednosti naoružanja proizvedenog od Juna 1940-te do Septembra 1944-te, tokom fiskalnih godina 1950-te di 1953-će, i tokom fiskalnih godina 1958 do 1960-te.
| Kompanija                  | Drugi Svetski Rat | Koreja | 1960 |
| -------------------------- | ----------------- | ------ | ---- |
| Boing                      | 12                | 2      | 1    |
| Dženeral Dajnemiks         | 4                 | 8      | 2    |
| Korporacija Lokid          | 10                | 7      | 3    |
| Dženeral Elektrik          | 9                 | 3      | 4    |
| Severno Američka Avijacija | 11                | 9      | 5    |
| Ujedinjene Letelice        | 6                 | 5      | 6    |
| AT&T Korporacija           | 13                | 13     | 7    |
| Kompanija Daglas Letelice  | 5                 | 4      | 8    |
| Kompanija Glen L. Matin    | 14                | 23     | 9    |
| Kompanija Hjuz Letelice    | 100+              | 25     | 10   |
| Speri Korporacija          | 19                | 18     | 11   |
| Rejteon                    | 71                | 42     | 12   |
| Makdonel Letelice          | 100+              | 21     | 13   |
| RCA                        | 43                | 22     | 14   |
| IBM                        | 100+              | 44     | 15   |

1977-me, nakon vijetnamskog rata, predsednik SAD-a Džimi Karter započeo je svoje predsedništvo nečim što je istoričar Majkl Šeri nazvao “odlučnošću da se prekine američka militarizovana prošlost.” Ipak, povećana potrošnja u odbranu tokom ere predsednika Ronalda Regana je po nekima ponovo istakla VIK.

### Trenutne primene
Prema SIPRI-ju, ukupna svetska vojna potrošnja u 2009-oj bila 1,531 triliona američkih dolara. 46.5% ove ukupne potrošnje, okvirno 712 milijardi američkih dolara, potrošile su Sjedinjene Američke Države. Privatizacija proizvodnje i izumljivanja vojnih tehnologija takođe vodi do komplikovanog odnosa sa značajnim delom istraživanja i razvoja mnogih tehnologija.
Vojni budžet Sjedinjenih Američkih Država za 2009-tu fiskalnu godinu iznosio je 515,4 milijardi. Kada se na to doda diskrecioni fond za vanredna stanja i naknadna potrošnja, ta suma iznosi oko 651,2 milijarde. Ovo ne uključuje mnoge vojne stavke koje su izvan budžeta odbrambenog odeljenja. Sve u svemu, vlada Sjedinjenih Američkih Država godišnje utroši oko 1 trilion u vojno odbrambene svrhe.
Odbrambena industrija često umnogome doprinosi službeničkim članovima Kongresa.
U vestima iz 2012-te, Salon iznosi sledeće, “Uprkos opadanju prodaja globalnog naoružanja u 2010-oj usled pritiska recesije, SAD su uvećale svoj tržišni udeo, što iznosi ogromnih 53% trgovine te godine. Prošle godine su SAD donele više od 46 milijardi dolara u stranim prodajama naoružanja.”
Koncept vojno-industrijskog kompleksa je proširen radi uključivanja industrija zabave i kreativnosti. Kao praktični primer, Metju Brumer opisuje japansku manga vojsku i to kako ministar odbrane koristi popularnu kulturu i uticaj koji izaziva da oblikuje domaće i internacionalne percepcije.

### Dela
- Kopmleks: Kako vojska vrši invaziju naših svakodnevnih života
- Rat je prevara (1935 knjiga Smedlija Batlera)
- Zašto se borimo (2005 dokumentarni film Judžina Džarekija)